# عباس البغدادي
عباس شاكر جودي البغدادي (1951(1) - 2 أيار 2023) هو خطّاط عراقي ومؤلف ومعلم للخط العربي والزخرفة الإسلامية، من أعماله تصميمُ بطاقة الأحوال المدنية العراقية وشهادة الجنسية والعملة العراقية والجواز العراقي وشعار الدولة.
عُيّن رئيساً للخطاطين العراقيين منذ سنة 1988 حتى سنة 2003، وفي سنة 1997 أُمِرَ أن يكتبَ مصحف صدام فكتبَهُ بخطّه مستعيناً ببعض تلامذته، وخرج بعد احتلال العراق إلى الأردن ثم إلى الولايات المتحدة تجنباً لخطر التهديد. عمل في تدريس الخط العربي في الأردن سنة 2003 حتى سنة 2008، وصمّم إحدى فئات العملة في أبو ظبي، ثم عمل في تدريس الخط العربي بالمعهد العالمي للفكر الإسلامي في فرجينيا سنة 2009. نال جائزة بغداد لأفضل الرسامين الشباب (بغداد) 1969، وعمل في الدار العربية للطباعة والنشر ودار الحرية للطباعة والنشر ببغداد سنة 1975 إلى 1980، وعُيّنَ أستاذاً للخط العربي لجمعية الخطاطين العراقيين ببغداد العراق سنة 1975 إلى سنة 1990. وُصفت أعماله بكونها «إحياءٌ لأسلوب الخط التراثي ممتداً إلى المرحلة المعاصرة مع دراسة واطلاع على الدراسات العلمية الحديثة، يكتب بخطوط متعددة ويزداد اهتمامه وإتقانه لخط الثلث الجلي، وخط النسخ».
بلغ راتب عباس البغدادي في زمن الحصار 24 دولاراً، وحين كُلّف بكتابة المصحف بدم صدام، كوفئَ بثلاثة آلاف دولار، مثلما كوفئ بقية أعضاء لجنة كتابة المصحف بثلاثة آلاف دولار لكل واحد منهم. أُعجبَ المسؤولون بمهارته. قال عباس: «كانوا يقولون إنني كنز وطن، ولقد طلبوا مني كتابة كل أنواع المخطوطات، كل الوثائق الرسمية للوزارات والمحاكم والوثائق التي ترافق الأوسمة، لكنني لم أكافأ بشكل منصف». من مؤلفاته: «ميزان الخط العربي (خطّ الثُلث)».

## وفاته
توفي البغدادي في 2 أيار/مايو 2023، ونعاه تجمع فناني العراق، وشُيّعت جنازته في الولايات المتحدة الأميركية في مركز آدم الإسلامي في ولاية فيرجينيا.

## الهوامش
- «1»: ذكر قاسم حسن حبش في كتابه «جواهر الخطاطين في فن الكتابة» أن عباساً البغدادي وُلد سنة 1949، وذلك في الصفحة 260، وذكر في الصفحة 176 من الكتاب نفسه أن البغدادي وُلد سنة 1950.[10]

## وصلات خارجية
- قراءة تحليلية في أعمال الفنان العراقي الكبير عباس البغدادي نسخة محفوظة 8 أكتوبر 2020 على موقع واي باك مشين..
- بروفايل| عباس البغدادي.. الخطاط الذي كتب القرآن الكريم بدم صدام حسين